# Saison 1 de The Voice : La Plus Belle Voix
 (septembre 2021).
 (septembre 2021).
- Si vous ne connaissez pas le sujet, laissez ce bandeau (vous pouvez alors contacter les auteurs).
- Si vous supprimez le contenu mis en cause (vous pouvez préalablement contacter les auteurs),

argumentez précisément cette suppression dans la page de discussion
(un manque de référence n'est pas un argument ; une recherche réelle de référence doit avoir été effectuée, être formellement documentée).
Pour les articles homonymes, voir Saison 1 de The Voice.
La première saison de The Voice : La Plus Belle Voix, émission française de télé-crochet musical, a été diffusée du 25 février 2012 au 12 mai 2012 sur TF1. Elle a été animée par Nikos Aliagas et Virginie de Clausade.
L'émission a été remportée par Stéphan Rizon, coaché par Florent Pagny.

## Coachs et candidats
Les équipes du programme télévisé recherchent des chanteurs déjà expérimentés. Sonia Lacen, Lise Darly, Vigon, Stéphanie Bédard, Damien Schmitt et Maureen Angot font partie des candidats de cette première saison. Cette dernière a déjà participé à la septième saison de Star Academy en 2007. Par ailleurs, Sofia Mountassir, qui connait un beau succès au Maroc depuis sa victoire à Studio 2M, prend part au casting. Maureen Doucet participe également à l'émission. Elle est connue pour être allée en demi-finale de l'émission La France a un incroyable talent. Dominique Magloire a quant à elle participé aux comédies musicales Cléopâtre, Les Années Twist et Autant en emporte le vent. Estelle Micheau est montée sur les planches pour Mozart, l'opéra rock. Blandine Aggery tenait de petits rôles dans Le Roi Soleil et Les Aventures de Rabbi Jacob. Patrice Carmona a travaillé pour les comédies musicales Les Dix Commandements ou Graal. Jua Amir a fait partie de Hair et Le Roi Lion entre autres. Kristel Adams a participé à la comédie musicale Cindy: Cendrillon 2002 de Luc Plamondon. Stéphan Rizon est l'auteur, le compositeur et le producteur de son EP sorti en 2011,,,. Jessica Plesel est choriste, elle apparaît sur les albums de Sylvie Vartan et Johnny Hallyday tels Irrésistiblement Sylvie et 100 % Johnny : Live à la tour Eiffel. Ange Fandoh a posé sa voix sur plusieurs disques depuis 2007. Valérie Delgado est chanteuse et choriste, elle était membre du groupe Abysse. Christophe Berthier est auteur et réalisateur. Patrice Carmona a déjà travaillé avec Salvatore Adamo et Catherine Lara,. Philippe Tailleferd est l’interprète du titres Les Randonneurs à Saint-Tropez, générique du film homonyme, classé no 67 dans les charts français.
Louis Bertignac, Garou, Jenifer et Florent Pagny sont les quatre coachs de ce programme. Ils sont secondés par des coachs vocaux qui accompagnent les talents pendant la durée de la compétition : Angie Berthias-Cazaux pour l'équipe de Florent Pagny, Nathalie Dupuy pour l'équipe de Jenifer, Arnaud Vernet pour l'équipe de Louis Bertignac et Damien Silvert pour  l'équipe de Garou.
Chacun des quatre coachs est secondé par d'autres artistes lors de la phase des Battles. Louis Bertignac est assisté de Maurice Suissa, ancien manager du groupe Téléphone, Garou est entouré de Jacques Veneruso, Sandra Derlon seconde Jenifer et John Mamann soutient Florent Pagny.

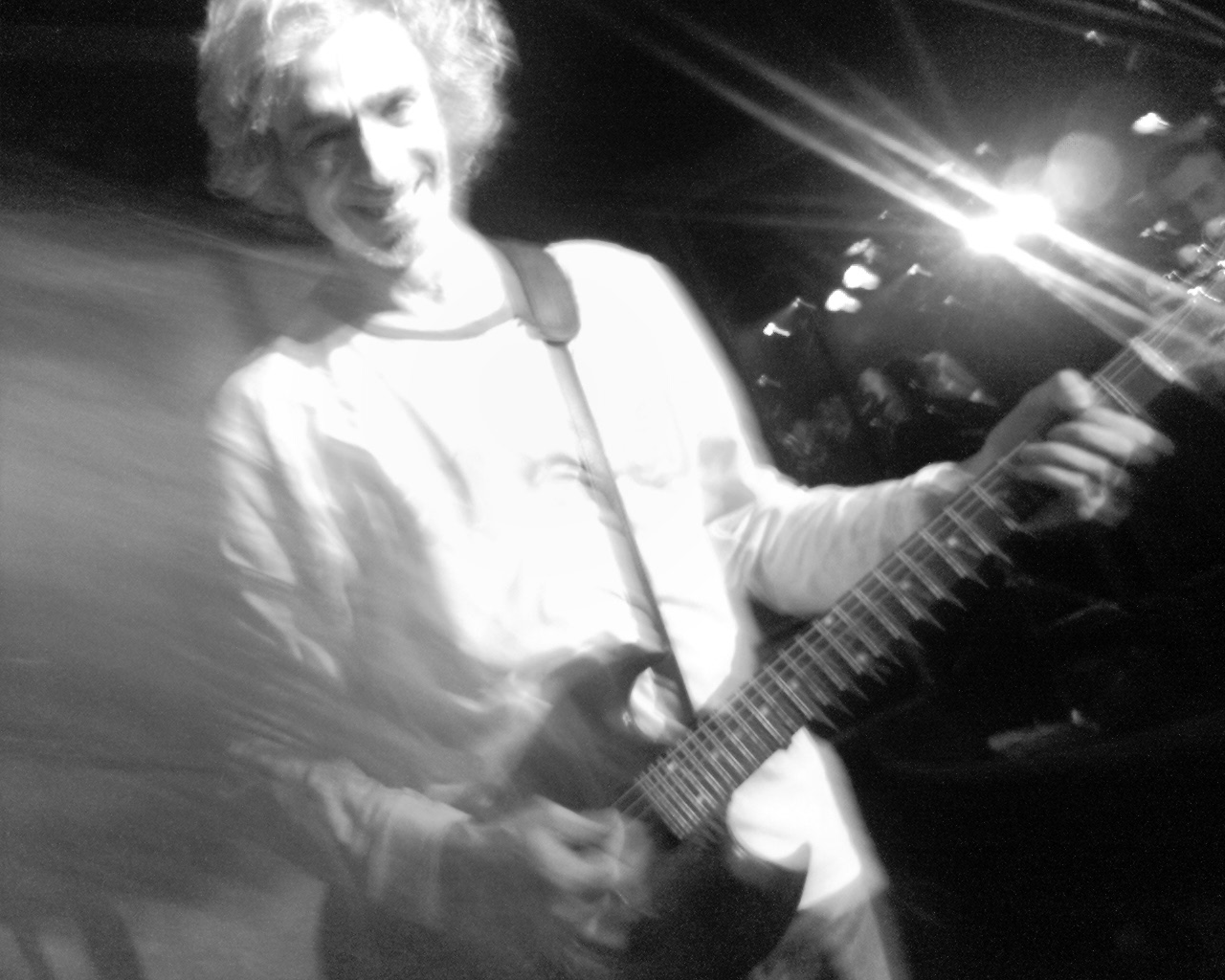
Louis Bertignac
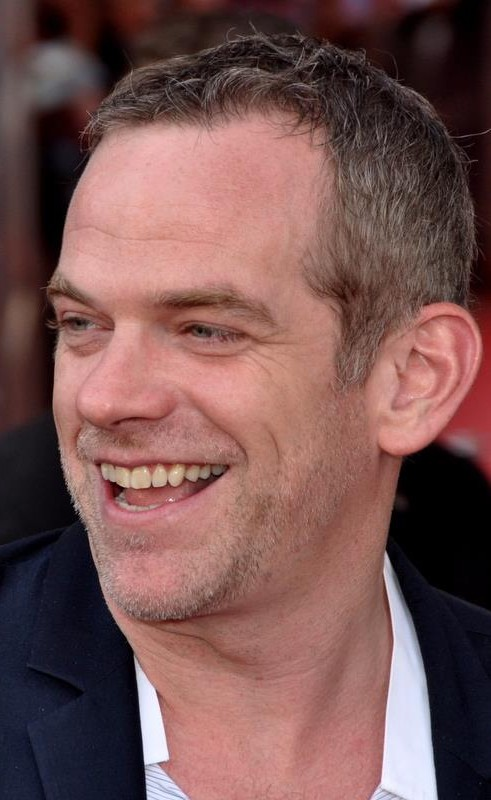
Garou
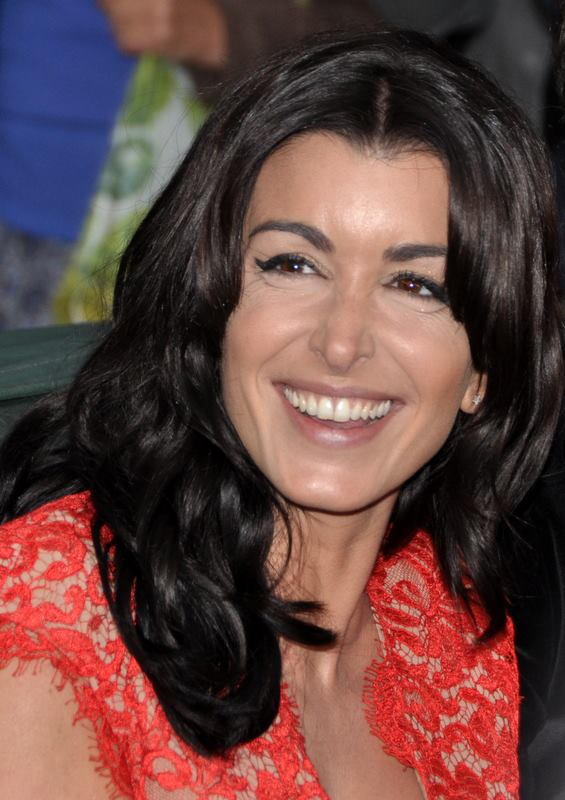
Jenifer
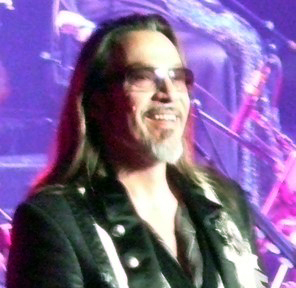
Florent Pagny

- Vainqueur
- Deuxième
- Troisième
- Quatrième

| Étapes               | Florent Pagny      | Jenifer           | Louis Bertignac         | Garou            |
| -------------------- | ------------------ | ----------------- | ----------------------- | ---------------- |
| Finalistes           | Stéphan Rizon      | Al.Hy             | Aude Henneville         | Louis Delort     |
| Éliminés aux Lives   | Dominique Magloire | Amalya Delepierre | Rubby                   | Atef Sedkaoui    |
| Éliminés aux Lives   | Stéphanie Lamia    | Thomas Mignot     | Louise                  | Jhony Maalhouf   |
| Éliminés aux Lives   | Lise Darly         | Sonia Lacen       | Vigon                   | Blandine Aggery  |
| Éliminés aux Lives   | Valérie Delgado    | Maureen Angot     | Pia Salvia              | Flo Malley       |
| Éliminés aux Lives   | Alban Bartoli      | Sacha Tran        | Philippe Tailleferd     | Stéphanie Bédard |
| Perdants des battles | Linda              | Hailé             | Julien & Pauline Thisse | Damien Schmitt   |
| Perdants des battles | Elodie Balestra    | K.                | Patrice Carmona         | Emma Durand      |
| Perdants des battles | Jua Amir           | Lina Limara       | Cécile Citadelle        | Kristel Adams    |
| Perdants des battles | Estelle Micheau    | Florian Veneziano | Christophe Berthier     | Jessica Plesel   |
| Perdants des battles | Greg Ingrao        | Ange Fandoh       | Brenda Cardullo         | Bruce Johnson    |
| Perdants des battles | Dalila             | Julia Cinna       | Mister John Lewis       | Ludivine Aubourg |
| Perdants des battles | Véronick Sévère    |                   |                         | Sofia Mountassir |

### Étapes de la saison 1
- Voici toutes les étapes de la saison 1 :

## Étape 1: les auditions à l'aveugle
Appelés « auditions à l'aveugle » (« blind auditions »), les castings devant les caméras se déroulent les 10, 11, 16, 17 et 18 janvier 2012 au studio du Lendit et sont diffusés entre le 25 février et le 17 mars 2012.
Le principe est, pour chaque coach, de choisir les meilleurs candidats présélectionnés par la production. Un casting sauvage a préalablement été organisé à la recherche de candidats venus de la comédie musicale plutôt que de la télévision. Lors des prestations de chaque candidat, chaque juré et futur coach est assis dans un fauteuil, dos à la scène et face au public, et écoute la voix du candidat sans le voir (d'où le terme « auditions à l'aveugle ») : lorsqu'il estime qu'il est en présence d'un candidat qui lui convient, le juré appuie sur un buzzer devant lui, qui retourne alors son fauteuil face au candidat, ce qui signifie que le juré, qui découvre enfin physiquement le candidat, est prêt à coacher le candidat et le veut dans son équipe. Si le juré est seul à s'être retourné, alors le candidat va par défaut dans son équipe. Par contre, si plusieurs jurés se retournent, c'est alors au candidat de choisir quel coach il veut rejoindre.
| Légende | Le coach a buzzé (« Je vous veux ») | Le candidat est dans l'équipe du coach qui l'a buzzé (s'il est le seul à avoir buzzé) | Le candidat rejoint l’équipe du coach (dans le cas où ils sont plusieurs à avoir buzzé) | Le candidat est éliminé |

### Épisode 1: les auditions à l'aveugle (1)
Le premier épisode est diffusé le 25 février 2012 à 20h50, sa durée est de 1 heure et 57 minutes.
Pour lancer la saison, les quatre coachs ont chanté Rolling in the Deep, d'Adele, au début de l'émission.
| Ordre | Candidat                | Chanson                                      | Choix des coachs et des candidats | Choix des coachs et des candidats | Choix des coachs et des candidats | Choix des coachs et des candidats |
| Ordre | Candidat                | Chanson                                      | Florent Pagny                     | Jenifer                           | Louis Bertignac                   | Garou                             |
| ----- | ----------------------- | -------------------------------------------- | --------------------------------- | --------------------------------- | --------------------------------- | --------------------------------- |
| 1     | Flo Malley              | Casser la voix – Patrick Bruel               | —                                 |                                   |                                   |                                   |
| 2     | Blandine Aggery         | Sober – Pink                                 |                                   | —                                 |                                   |                                   |
| 3     | Julie Rosburger         | Je suis malade – Serge Lama                  | —                                 | —                                 | —                                 | —                                 |
| 4     | Al.Hy                   | What's Up? – 4 Non Blondes                   |                                   |                                   |                                   |                                   |
| 5     | Greg Ingrao             | Si c'est bon comme ça – Sinclair             |                                   | —                                 | —                                 | —                                 |
| 6     | Dominique Magloire      | Ma gueule – Johnny Hallyday                  |                                   |                                   |                                   |                                   |
| 7     | Philippe Tailleferd     | Don't Know Why – Norah Jones                 |                                   | —                                 |                                   | —                                 |
| 8     | Aurore Crevelier        | Pleurer des rivières – Viktor Lazlo          | —                                 | —                                 | —                                 | —                                 |
| 9     | Lina Lamara             | It's a Man's Man's Man's World – James Brown |                                   |                                   | —                                 |                                   |
| 10    | Patrice Carmona         | You Raise Me Up – Josh Groban                |                                   |                                   |                                   |                                   |
| 11    | Louis Delort            | Video Games – Lana Del Rey                   |                                   |                                   |                                   |                                   |
| 12    | Miranda Eilo            | Someone Like You – Adele                     | —                                 | —                                 | —                                 | —                                 |
| 13    | Thomas Mignot           | Grenade – Bruno Mars                         | —                                 |                                   | —                                 | —                                 |
| 14    | Damien Schmitt          | Ça (c'est vraiment toi) – Téléphone          |                                   | —                                 |                                   |                                   |
| 15    | Julien & Pauline Thisse | Il nous faut – Élisa Tovati & Tom Dice       | —                                 | —                                 |                                   | —                                 |
| 16    | Ludivine Aubourg        | Stop! – Sam Brown                            |                                   |                                   |                                   |                                   |

### Épisode 2: les auditions à l'aveugle (2)
Le deuxième épisode est diffusé le 3 mars 2012 à 20h50, sa durée est de 1 heure et 55 minutes.
| Ordre | Candidat          | Chanson                                   | Choix des coachs et des candidats | Choix des coachs et des candidats | Choix des coachs et des candidats | Choix des coachs et des candidats |
| Ordre | Candidat          | Chanson                                   | Florent Pagny                     | Jenifer                           | Louis Bertignac                   | Garou                             |
| ----- | ----------------- | ----------------------------------------- | --------------------------------- | --------------------------------- | --------------------------------- | --------------------------------- |
| 1     | Veronick Sevère   | Allumer le feu – Johnny Hallyday          |                                   | —                                 |                                   |                                   |
| 2     | Vigon             | I Got You (I Feel Good) – James Brown     | —                                 | —                                 |                                   | —                                 |
| 3     | Ophélie Tosoni    | Homme sweet homme – Zazie                 | —                                 | —                                 | —                                 | —                                 |
| 4     | Stéphanie Bédard  | Heavy Cross – Gossip                      |                                   |                                   | —                                 |                                   |
| 5     | Jua Amir          | Someone Like You – Adele                  |                                   | —                                 | —                                 | —                                 |
| 6     | Karima Diamane    | Pour que tu m'aimes encore – Céline Dion  | —                                 | —                                 | —                                 | —                                 |
| 7     | Sonia Lacen       | Total Eclipse of the Heart – Bonnie Tyler |                                   |                                   |                                   |                                   |
| 8     | Florian Veneziano | Wonderwall – Oasis                        | —                                 |                                   | —                                 | —                                 |
| 9     | Laura Llorens     | Ça (c'est vraiment toi) – Téléphone       | —                                 | —                                 | —                                 | —                                 |
| 10    | Cécile Citadelle  | Rehab – Amy Winehouse                     | —                                 |                                   |                                   |                                   |
| 11    | Emma Durand       | Dis, quand reviendras-tu ? – Barbara      | —                                 | —                                 | —                                 |                                   |
| 12    | Stéphan Rizon     | Rolling in the Deep – Adele               |                                   | —                                 | —                                 | —                                 |
| 13    | Atef Sedkaoui     | Ben – Michael Jackson                     |                                   |                                   |                                   |                                   |
| 14    | Arnaud Delsaux    | L'Assasymphonie – Mozart, l'opéra rock    | —                                 | —                                 | —                                 | —                                 |
| 15    | Dalila            | Amoureuse – Véronique Sanson              |                                   | —                                 |                                   | —                                 |
| 16    | Pia Salvia        | Toxic – Britney Spears                    | —                                 |                                   |                                   | —                                 |

### Épisode 3: les auditions à l'aveugle (3)
Le troisième épisode est diffusé le 10 mars 2012 à 20h50, sa durée est de 1 heure et 55 minutes.
| Ordre | Candidat            | Chanson                                        | Choix des coachs et des candidats | Choix des coachs et des candidats | Choix des coachs et des candidats | Choix des coachs et des candidats |
| Ordre | Candidat            | Chanson                                        | Florent Pagny                     | Jenifer                           | Louis Bertignac                   | Garou                             |
| ----- | ------------------- | ---------------------------------------------- | --------------------------------- | --------------------------------- | --------------------------------- | --------------------------------- |
| 1     | Lise Darly          | The Edge of Glory – Lady Gaga                  |                                   | —                                 |                                   | —                                 |
| 2     | Valérie Delgado     | Calling You – Jevetta Steele                   |                                   |                                   |                                   | —                                 |
| 3     | Sacha Tran          | Dis-moi – BB Brunes                            | —                                 |                                   | —                                 | —                                 |
| 4     | Maureen Doucet      | Mon Dieu – Édith Piaf                          | —                                 | —                                 | —                                 | —                                 |
| 5     | Amalya Delepierre   | Set Fire to the Rain – Adele                   |                                   |                                   |                                   |                                   |
| 6     | Arthur Bing         | Toi et moi – Guillaume Grand                   | —                                 | —                                 | —                                 | —                                 |
| 7     | Estelle Micheau     | Caruso – Lucio Dalla                           |                                   | —                                 | —                                 |                                   |
| 8     | Stéphanie Lamia     | Donne-moi le temps – Jenifer                   |                                   | —                                 | —                                 | —                                 |
| 9     | Carine Robert       | Call Me – Blondie                              | —                                 | —                                 | —                                 | —                                 |
| 10    | Jhony Maalhouf      | You Raise Me Up – Josh Groban                  |                                   | —                                 |                                   |                                   |
| 11    | Jessica Plesel      | L'Envie – Johnny Hallyday                      | —                                 | —                                 | —                                 |                                   |
| 12    | Rubby               | Empire State of Mind – Jay-Z feat. Alicia Keys | —                                 | —                                 |                                   | —                                 |
| 13    | Akim Ghardane       | La Bohème – Charles Aznavour                   | —                                 | —                                 | —                                 | —                                 |
| 14    | Christophe Berthier | Crazy – Gnarls Barkley                         | —                                 | —                                 |                                   | —                                 |
| 15    | Sofia Mountassir    | Hurt – Christina Aguilera                      |                                   | —                                 | —                                 |                                   |
| 16    | Maureen Angot       | Maniac – Michael Sembello                      | —                                 |                                   |                                   | —                                 |

### Épisode 4: les auditions à l'aveugle (4)
Le quatrième épisode est diffusé le 17 mars 2012 à 20h50, sa durée est de 2 heures et 5 minutes.
| Ordre | Candidat          | Chanson                                                 | Choix des coachs et des candidats | Choix des coachs et des candidats | Choix des coachs et des candidats | Choix des coachs et des candidats |
| Ordre | Candidat          | Chanson                                                 | Florent Pagny                     | Jenifer                           | Louis Bertignac                   | Garou                             |
| ----- | ----------------- | ------------------------------------------------------- | --------------------------------- | --------------------------------- | --------------------------------- | --------------------------------- |
| 1     | Élodie Balestra   | All by Myself – Eric Carmen repris par Céline Dion      |                                   |                                   |                                   |                                   |
| 2     | Mister John Lewis | Man in the Mirror – Michael Jackson                     | —                                 | —                                 |                                   |                                   |
| 3     | Audrey            | Emmenez-moi – Charles Aznavour                          | —                                 | —                                 | —                                 | —                                 |
| 4     | Bruce Johnson     | You're the First, the Last, My Everything – Barry White |                                   | —                                 | —                                 |                                   |
| 5     | Aude Henneville   | I'll Stand by You – The Pretenders                      | —                                 | —                                 |                                   | —                                 |
| 6     | Yohann            | L'Envie d'aimer – Daniel Lévi                           | —                                 | —                                 | —                                 | —                                 |
| 7     | Julia Cinna       | Tainted Love – Soft Cell                                | —                                 |                                   |                                   |                                   |
| 8     | Hailé             | Jealous Guy – John Lennon                               | —                                 |                                   | —                                 | —                                 |
| 9     | Laetitia Sole     | L'Aigle noir – Barbara                                  | —                                 | —                                 | —                                 | —                                 |
| 10    | Kristel Adams     | Forget You – Cee Lo Green                               |                                   |                                   |                                   |                                   |
| 11    | Alban Bartoli     | La Quête – Jacques Brel                                 |                                   | —                                 | —                                 | [ note 1 ]                        |
| 12    | Ange Fandoh       | When Love Takes Over – David Guetta feat. Kelly Rowland | —                                 |                                   | —                                 | [ note 1 ]                        |
| 13    | Brenda Cardullo   | Je l'aime à mourir – Francis Cabrel                     | —                                 | —                                 |                                   | [ note 1 ]                        |
| 14    | Damien Pisano     | Footloose – Kenny Loggins                               | —                                 | —                                 | —                                 | [ note 1 ]                        |
| 15    | K.                | I Have Nothing – Whitney Houston                        | —                                 |                                   | —                                 | [ note 1 ]                        |
| 16    | Louise            | New Soul – Yael Naim                                    | —                                 | —                                 |                                   | [ note 1 ]                        |
| 17    | Linda             | You Know I'm No Good – Amy Winehouse                    |                                   |                                   |                                   | [ note 1 ]                        |

1. ↑  Garou ayant complété son équipe avec treize candidats, il n'est désormais plus autorisé à buzzer et à se retourner.

## Étape 2: les battles
Les battles ont été enregistrées les 14 et 16 février 2012 au studio du Lendit de La Plaine Saint-Denis. Elles sont diffusées les samedis 24 et 31 mars 2012 sur TF1.
Au sein de leurs équipes, les coachs ont créé des duos de candidats, selon les registres vocaux de leurs candidats, pour chanter une chanson. À chaque prestation de duo, le coach doit, avec l'aide d'un proche venu pour l'aider dans son choix (un co-coach), éliminer l'un des deux candidats. Dans le cas où le duo est un trio (si le coach a sélectionné 13 candidats au lieu de 12), un seul candidat est sauvé. Avant que le coach ne se prononce, les 3 autres coachs peuvent donner leur avis. À la fin des deux battles, il ne reste donc plus que 6 candidats par coach, soit 24 candidats qui vont participer aux primes en direct.
Durant les battles, chaque coach est assisté de deux autres artistes (co-coachs), pendant les répétitions :
- Florent Pagny est assisté de John Mamann, chanteur et RedOne, producteur ;
- Jenifer est assistée de Sandra Derlon, musicienne ;
- Louis Bertignac est assisté de Maurice Suissa, ancien manager du groupe Téléphone ;
- Garou est assisté de Jacques Veneruso, auteur-compositeur.

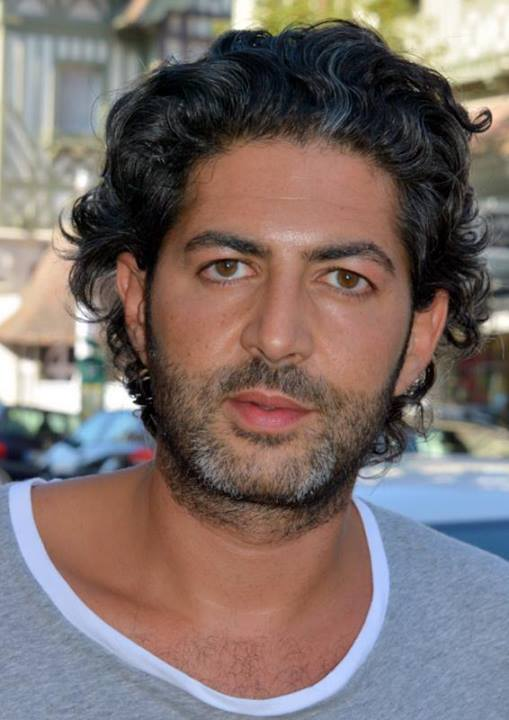
John Mamann, co-coach de Florent Pagny
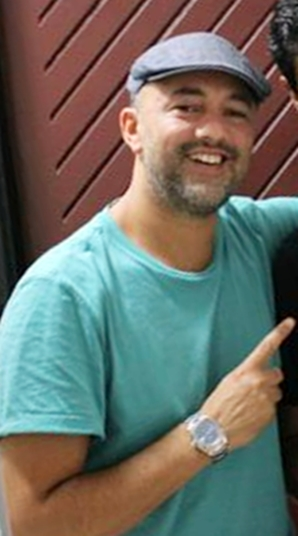
RedOne, co-coach de Florent Pagny
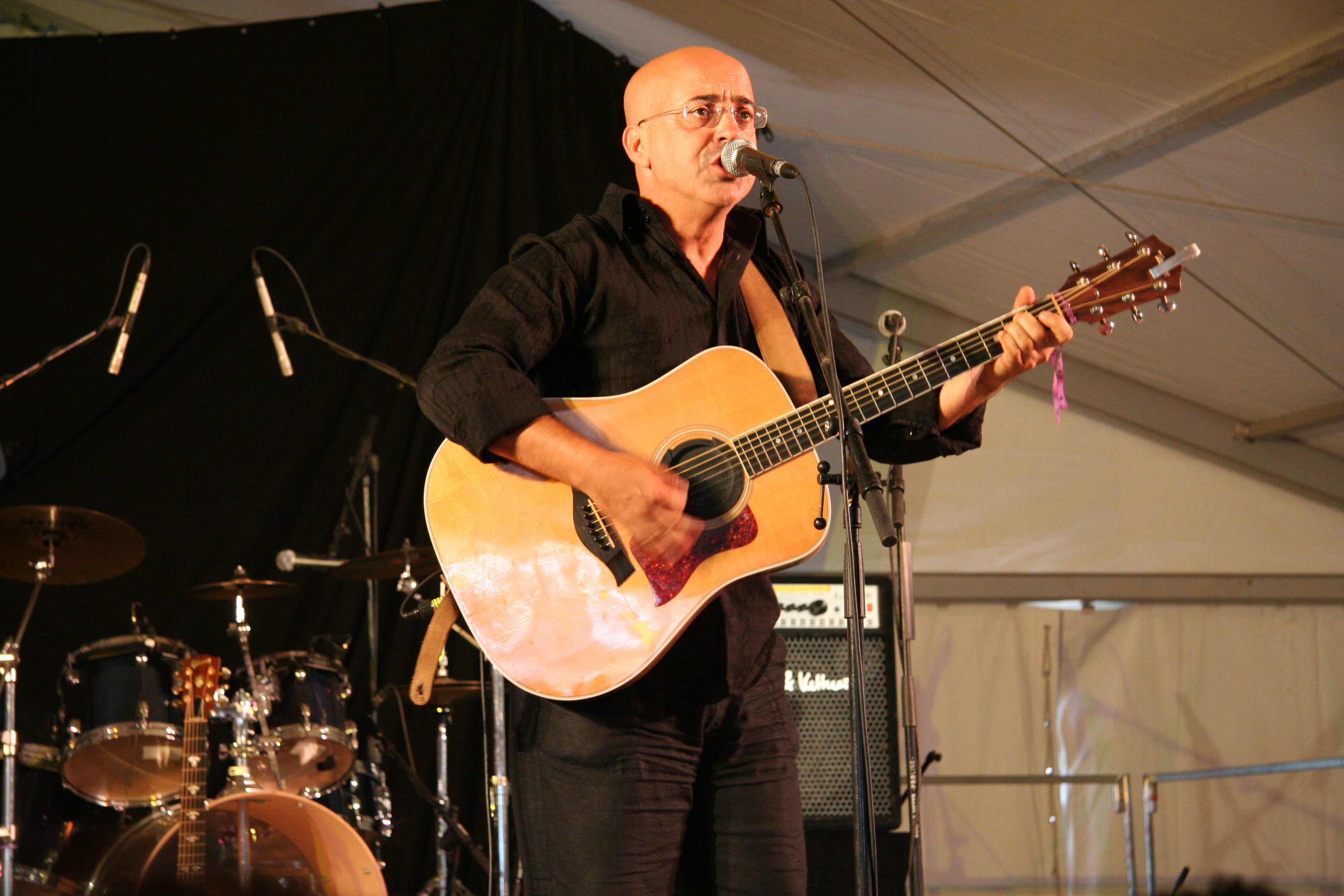
Jacques Veneruso, co-coach de Garou

### Épisode 5: les battles (1)
Le cinquième épisode est diffusé le 24 mars 2012 à 20h50, sa durée est de 2 heures et 30 minutes.
Légende Couleur
| Ordre | Équipe          | Gagnant(s)          | Chanson                                         | Perdant(s)          |
| ----- | --------------- | ------------------- | ----------------------------------------------- | ------------------- |
| 1     | Florent Pagny   | Dominique Magloire  | The Best – Bonnie Tyler reprise par Tina Turner | Véronick Sévère     |
| 2     | Garou           | Atef Sedkaoui       | Lettre à France – Michel Polnareff              | Sofia Mountassir    |
| 3     | Jenifer         | Al.Hy               | J'ai vu – Niagara                               | Julia Cinna         |
| 4     | Louis Bertignac | Aude Henneville     | Purple Rain – Prince                            | Mister John Lewis   |
| 5     | Garou           | Blandine Aggery     | Firework – Katy Perry                           | Ludivine Aubourg    |
| 6     | Louis Bertignac | Philippe Tailleferd | Hymne à l'amour – Édith Piaf                    | Brenda Cardullo     |
| 7     | Jenifer         | Amalya Delepierre   | Survivor – Destiny's Child                      | Ange Fandoh         |
| 8     | Florent Pagny   | Lise Darly          | Total Eclipse of the Heart – Bonnie Tyler       | Dalila              |
| 9     | Garou           | Stéphanie Bédard    | Crazy – Gnarls Barkley                          | Bruce Johnson       |
| 9     | Garou           | Stéphanie Bédard    | Crazy – Gnarls Barkley                          | Jessica Plesel      |
| 10    | Florent Pagny   | Alban Bartoli       | L'Envie d'aimer – Daniel Lévi                   | Greg Ingrao         |
| 11    | Louis Bertignac | Vigon               | Respect – Aretha Franklin                       | Christophe Berthier |
| 12    | Jenifer         | Sacha Tran          | Machistador – M                                 | Florian Veneziano   |

### Épisode 6: les battles (2)
Le sixième épisode est diffusé le 31 mars 2012 à 20h50, sa durée est de 2 heures et 30 minutes.
| Ordre | Équipe          | Gagnant(s)      | Chanson                                  | Perdant(s)              |
| ----- | --------------- | --------------- | ---------------------------------------- | ----------------------- |
| 1     | Florent Pagny   | Valérie Delgado | I Will Always Love You – Whitney Houston | Estelle Micheau         |
| 2     | Garou           | Flo Malley      | Éteins la lumière – Axel Bauer           | Kristel Adams           |
| 3     | Jenifer         | Sonia Lacen     | I'll Be There – The Jackson Five         | Lina Lamara             |
| 4     | Louis Bertignac | Louise          | Tandem – Vanessa Paradis                 | Cécile Citadelle        |
| 5     | Florent Pagny   | Stéphan Rizon   | Kiss – Prince                            | Jua Amir                |
| 6     | Garou           | Jhony Maalhouf  | Monopolis – Starmania                    | Emma Durand             |
| 7     | Jenifer         | Thomas Mignot   | Superstition – Stevie Wonder             | K.                      |
| 8     | Louis Bertignac | Pia Salvia      | Angie – The Rolling Stones               | Patrice Carmona         |
| 9     | Florent Pagny   | Stéphanie Lamia | Pour que tu m'aimes encore – Céline Dion | Élodie Balestra         |
| 9     | Florent Pagny   | Stéphanie Lamia | Pour que tu m'aimes encore – Céline Dion | Linda                   |
| 10    | Louis Bertignac | Rubby           | Pas besoin de toi – Joyce Jonathan       | Julien & Pauline Thisse |
| 11    | Garou           | Louis Delort    | One – U2                                 | Damien Schmitt          |
| 12    | Jenifer         | Maureen Angot   | Si la vie demande ça – Native            | Hailé                   |

### Bilan des battles
Candidats retenus après les battles, et qui vont participer aux primes en direct :
| Florent Pagny      | Jenifer           | Louis Bertignac     | Garou            |
| ------------------ | ----------------- | ------------------- | ---------------- |
| Dominique Magloire | Al.Hy             | Aude Henneville     | Atef Sedkaoui    |
| Lise Darly         | Amalya Delepierre | Philippe Tailleferd | Blandine Aggery  |
| Alban Bartoli      | Sacha Tran        | Vigon               | Stéphanie Bédard |
| Valérie Delgado    | Sonia Lacen       | Louise              | Flo Malley       |
| Stéphan Rizon      | Thomas Mignot     | Pia Salvia          | Jhony Maalhouf   |
| Stéphanie Lamia    | Maureen Angot     | Rubby               | Louis Delort     |

## Étape 3: lesprimes
Les primes sont diffusés en direct sur TF1, du 7 avril au 12 mai 2012. Ils sont filmés depuis le studio 217 de La Plaine Saint-Denis.
Durant les deux premiers primes, chaque coach présente trois candidats. Les 24 candidats sélectionnés passent ainsi sur deux semaines : 12 candidats lors du premier prime et 12 autres lors du deuxième prime (voir la répartition des candidats ci-dessous). Parmi les 3 candidats proposés, l'un est sauvé par les votes du public, un deuxième par le coach, et le troisième est donc éliminé de l'aventure. Il y a donc 4 éliminés (un par coach) lors du premier prime, puis 4 éliminés lors du deuxième prime.
Lors du troisième prime, les 16 candidats restant chantent. Dans chaque équipe, le public en sauve un, le coach en sauve deux, et le dernier candidat est éliminé.

### Épisode 7:prime1
Le septième épisode est diffusé le 7 avril 2012 en direct à 20h50, sa durée est de 2 heures et 35 minutes.
| Ordre | Coach           | Candidat            | Chanson                                        | Résultat             |
| ----- | --------------- | ------------------- | ---------------------------------------------- | -------------------- |
| 1     | Garou           | Louis Delort        | Trouble – Coldplay                             | Sauvé par son coach  |
| 2     | Garou           | Stéphanie Bédard    | C'est comme ça – Les Rita Mitsouko             | Éliminée             |
| 3     | Garou           | Jhony Maalouf       | Memory – Barbra Streisand                      | Sauvé par le public  |
| 4     | Florent Pagny   | Lise Darly          | No Stress – Laurent Wolf                       | Sauvée par son coach |
| 5     | Florent Pagny   | Dominique Magloire  | Immortelle – Lara Fabian                       | Sauvée par le public |
| 6     | Florent Pagny   | Alban Bartoli       | Supreme – Robbie Williams                      | Éliminé              |
| 7     | Louis Bertignac | Philippe Tailleferd | Staying Alive – Bee Gees                       | Éliminé              |
| 8     | Louis Bertignac | Rubby               | Soulman – Ben l'Oncle Soul                     | Sauvée par le public |
| 9     | Louis Bertignac | Louise              | La Vie en rose – Édith Piaf                    | Sauvée par son coach |
| 10    | Jenifer         | Sonia Lacen         | Beautiful – Christina Aguilera                 | Sauvée par son coach |
| 11    | Jenifer         | Sacha Tran          | Divine Idylle – Vanessa Paradis                | Éliminé              |
| 12    | Jenifer         | Amalya Delepierre   | I Just Can't Stop Loving You – Michael Jackson | Sauvée par le public |

Liste des chansons « hors compétition »
| Ordre | Chanteurs                                                                   | Chanson                                                          |
| ----- | --------------------------------------------------------------------------- | ---------------------------------------------------------------- |
| 1     | Les coachs de The Voice (Garou, Florent Pagny, Louis Bertignac et Jenifer)  | Le Blues du businessman – Starmania                              |
| 2     | Garou et son équipe (Stéphanie Bédard, Jhony Maalouf, Louis Delort)         | Si l'on s'aimait, si – Les Enfoirés                              |
| 3     | Florent Pagny et son équipe (Lise Darly, Alban Bartoli, Dominique Magloire) | Medley de La Javanaise, Jolie môme, Le Jazz et la Java et Vesoul |
| 4     | Louis Bertignac et son équipe (Philippe Tailleferd, Rubby, Louise)          | I Love Rock 'n' Roll – Joan Jett                                 |
| 5     | Jenifer et son équipe (Sonia Lacen, Amalya Delepierre, Sacha Tran)          | Are You Gonna Go My Way – Lenny Kravitz                          |

### Épisode 8:prime2
Le huitième épisode est diffusé le 14 avril 2012 en direct à 20h50, sa durée est de 2 heures et 10 minutes.
| Ordre | Coach           | Candidat        | Chanson                                            | Résultat             |
| ----- | --------------- | --------------- | -------------------------------------------------- | -------------------- |
| 1     | Garou           | Blandine Aggery | The Winner Takes It All – ABBA                     | Sauvée par son coach |
| 2     | Garou           | Flo Malley      | Price Tag – Jessie J                               | Éliminé              |
| 3     | Garou           | Atef Sedkaoui   | Comme toi – Jean-Jacques Goldman                   | Sauvé par le public  |
| 4     | Florent Pagny   | Stéphanie Lamia | I'm So Excited – The Pointer Sisters               | Sauvée par son coach |
| 5     | Florent Pagny   | Stéphan Rizon   | Over The Rainbow – Judy Garland                    | Sauvé par le public  |
| 6     | Florent Pagny   | Valérie Delgado | We Found Love / Only Girl (In the World) – Rihanna | Éliminée             |
| 7     | Louis Bertignac | Aude Henneville | Toi et moi – Guillaume Grand                       | Sauvée par son coach |
| 8     | Louis Bertignac | Vigon           | Unchain My Heart – Joe Cocker / Ray Charles        | Sauvé par le public  |
| 9     | Louis Bertignac | Pia Salvia      | I Don't Know – Noa                                 | Éliminée             |
| 10    | Jenifer         | Thomas Mignot   | Without You – David Guetta feat. Usher             | Sauvé par son coach  |
| 11    | Jenifer         | Maureen Angot   | Né quelque part – Maxime Le Forestier              | Éliminée             |
| 12    | Jenifer         | Al.Hy           | Feeling Good – Nina Simone reprise par Muse        | Sauvée par le public |

Liste des chansons « hors compétition »
| Ordre | Chanteurs                                                                     | Chanson                              |
| ----- | ----------------------------------------------------------------------------- | ------------------------------------ |
| 1     | Équipe de Jenifer (Al.Hy, Thomas Mignot, Maureen Angot)                       | Ma révolution – Jenifer              |
| 2     | Équipe de Louis Bertignac (Aude Henneville, Vigon, Pia Salvia)                | Un autre monde – Téléphone           |
| 3     | Équipe de Florent Pagny (Valérie Delgado, Stéphan Rizon, Stéphanie Lamia)     | Si tu veux m'essayer – Florent Pagny |
| 4     | Équipe de Garou (Atef Sedkaoui, Blandine Aggery, Flo Malley)                  | Je n'attendais que vous – Garou      |
| 5     | Garou et son équipe (Atef Sedkaoui, Blandine Aggery, Flo Malley)              | With or Without You – U2             |
| 6     | Florent Pagny et son équipe (Valérie Delgado, Stéphan Rizon, Stéphanie Lamia) | Je veux – Zaz                        |
| 7     | Louis Bertignac et son équipe (Aude Henneville, Vigon, Pia Salvia)            | Cendrillon – Téléphone               |
| 8     | Jenifer et son équipe (Al.Hy, Thomas Mignot, Maureen Angot)                   | Rue de la paix – Zazie               |

### Bilan des équipes
Candidats retenus après la première phase des primes, et qui continuent l'aventure :
| Équipes à l'issue de la première phase des primes | Équipes à l'issue de la première phase des primes | Équipes à l'issue de la première phase des primes | Équipes à l'issue de la première phase des primes |
| Florent Pagny                                     | Jenifer                                           | Louis Bertignac                                   | Garou                                             |
| ------------------------------------------------- | ------------------------------------------------- | ------------------------------------------------- | ------------------------------------------------- |
| Dominique Magloire                                | Amalya Delepierre                                 | Rubby                                             | Jhony Maalouf                                     |
| Lise Darly                                        | Sonia Lacen                                       | Louise                                            | Louis Delort                                      |
| Stéphan Rizon                                     | Al.Hy                                             | Vigon                                             | Atef Sedkaoui                                     |
| Stéphanie Lamia                                   | Thomas Mignot                                     | Aude Henneville                                   | Blandine Aggery                                   |

### Épisode 9:prime3
Le neuvième épisode est diffusé le 21 avril 2012 en direct à 20h50.
Il ne reste plus que 16 candidats, 4 par équipe. Dans chaque équipe, le public en sauve un, le coach en sauve deux, et le dernier candidat est éliminé.
| Ordre | Coach           | Candidat           | Chanson                                        | Résultat             |
| ----- | --------------- | ------------------ | ---------------------------------------------- | -------------------- |
| 1     | Florent Pagny   | Lise Darly         | Someone like You – Adele                       | Éliminée             |
| 2     | Florent Pagny   | Stéphan Rizon      | Le Pénitencier – Johnny Hallyday               | Sauvé par le public  |
| 3     | Florent Pagny   | Dominique Magloire | Last Dance – Donna Summer                      | Sauvée par son coach |
| 4     | Florent Pagny   | Stéphanie Lamia    | Comme d'habitude – Claude François             | Sauvée par son coach |
| 5     | Jenifer         | Sonia Lacen        | Russian Roulette – Rihanna                     | Éliminée             |
| 6     | Jenifer         | Amalya Delepierre  | Le monde est stone – Starmania                 | Sauvée par son coach |
| 7     | Jenifer         | Thomas Mignot      | Comme un boomerang – Serge Gainsbourg          | Sauvé par son coach  |
| 8     | Jenifer         | Al.Hy              | La Foule – Édith Piaf                          | Sauvée par le public |
| 9     | Louis Bertignac | Rubby              | If I Were a Boy – Beyoncé                      | Sauvée par le public |
| 10    | Louis Bertignac | Vigon              | Soul Man – The Blues Brothers                  | Éliminé              |
| 11    | Louis Bertignac | Louise             | Call Me – Blondie                              | Sauvée par son coach |
| 12    | Louis Bertignac | Aude Henneville    | Roxanne – The Police                           | Sauvée par son coach |
| 13    | Garou           | Louis Delort       | Amsterdam – Jacques Brel                       | Sauvé par le public  |
| 14    | Garou           | Atef Sedkaoui      | Hallelujah – Leonard Cohen                     | Sauvé par son coach  |
| 15    | Garou           | Blandine Aggery    | Si seulement je pouvais lui manquer – Calogero | Éliminée             |
| 16    | Garou           | Jhonny Maalouf     | Bohemian Rhapsody – Queen                      | Sauvé par son coach  |

Liste des chansons « hors compétition »
| Ordre | Chanteurs                                                                  | Chanson                                                                              |
| ----- | -------------------------------------------------------------------------- | ------------------------------------------------------------------------------------ |
| 1     | Les coachs de The Voice (Louis Bertignac, Garou, Jenifer et Florent Pagny) | Medley des Beatles All You Need Is Love, A Hard Day's Night, Help! & Twist and Shout |

### Épisode 10:prime4 (quarts de finale)
Le dixième épisode est diffusé le 28 avril 2012 en direct à 20h50.
Les trois candidats de chaque équipe s'affrontent : un est sauvé par le public, un est sauvé par son coach, un est éliminé.
| Ordre | Coach           | Candidat           | Chanson                                                    | Résultat             |
| ----- | --------------- | ------------------ | ---------------------------------------------------------- | -------------------- |
| 1     | Florent Pagny   | Stéphan Rizon      | New York, New York – Frank Sinatra                         | Sauvé par son coach  |
| 2     | Florent Pagny   | Stéphanie Lamia    | Si j'étais un homme – Diane Tell                           | Éliminée             |
| 3     | Florent Pagny   | Dominique Magloire | GoldenEye – Tina Turner                                    | Sauvée par le public |
| 4     | Jenifer         | Amalya Delepierre  | I Say a Little Prayer – Aretha Franklin                    | Sauvée par son coach |
| 5     | Jenifer         | Thomas Mignot      | Ne me quitte pas – Jacques Brel                            | Éliminé              |
| 6     | Jenifer         | Al.Hy              | Wuthering Heights – Kate Bush                              | Sauvée par le public |
| 7     | Louis Bertignac | Louise             | Alter Ego – Jean-Louis Aubert                              | Éliminée             |
| 8     | Louis Bertignac | Rubby              | Telephone – Lady Gaga et Beyoncé                           | Sauvée par le public |
| 9     | Louis Bertignac | Aude Henneville    | Un homme heureux – William Sheller                         | Sauvée par son coach |
| 10    | Garou           | Atef Sedkaoui      | Highway to Hell – AC/DC                                    | Sauvé par son coach  |
| 11    | Garou           | Jhonny Maalouf     | Diego libre dans sa tête – Michel Berger / Johnny Hallyday | Éliminé              |
| 12    | Garou           | Louis Delort       | Creep – Radiohead                                          | Sauvé par le public  |

Liste des chansons « hors compétition »
| Ordre | Chanteurs                                                                      | Chanson                                |
| ----- | ------------------------------------------------------------------------------ | -------------------------------------- |
| 1     | Les candidats de The Voice (Les 12 candidats restants)                         | Des ricochets – Collectif Paris-Africa |
| 2     | Équipe de Florent Pagny (Stéphan Rizon, Dominique Magloire et Stéphanie Lamia) | Laissons entrer le soleil – Hair       |
| 3     | Équipe de Jenifer (Amalya Delepierre, Thomas Mignot et Al.Hy)                  | Proud Mary – Tina Turner               |
| 4     | Équipe de Louis Bertignac (Rubby, Louise et Aude Hennevile)                    | Video Games – Lana Del Rey             |
| 5     | Équipe de Garou (Louis Delort, Atef Sedkaoui et Jhony Maalouf)                 | Belle – Notre-Dame de Paris            |

### Épisode 11:prime5 (demi-finale)
Le onzième épisode est diffusé le 5 mai 2012 en direct à 20h50, sa durée est de 2 heure et 25 minutes.
Les votes se déroulent en 150 points :
- Chaque coach dispose de 50 points à répartir entre les 2 candidats restants de son équipe (il ne peut pas les répartir équitablement, il doit donc donner un avantage à l'un de ses candidats) ;
- Les votes du public sont répartis sur un total de 100 points.

Le candidat qui a le plus de points (sur 150) est qualifié pour la finale.
 – Candidat qualifié pour la finale
 – Candidat éliminé
| Ordre                               | Équipe                              | Candidat                            | Chanson                                          | Coachs /50                                     | Public /100                                    | Total /150                                     | Résultat                                       |
| ----------------------------------- | ----------------------------------- | ----------------------------------- | ------------------------------------------------ | ---------------------------------------------- | ---------------------------------------------- | ---------------------------------------------- | ---------------------------------------------- |
| 1                                   | Jenifer                             | Amalya Delepierre                   | Sweet Dreams (Are Made of This) – Eurythmics     | 20                                             | 29,8                                           | 49,8                                           | Éliminée                                       |
| 2                                   | Jenifer                             | Al.Hy                               | Göttingen – Barbara                              | 30                                             | 70,2                                           | 100,2                                          | Qualifiée                                      |
| Amalya Delepierre et Al.Hy          | Amalya Delepierre et Al.Hy          | Amalya Delepierre et Al.Hy          | Heavy Cross – Gossip                             | Heavy Cross – Gossip                           | Heavy Cross – Gossip                           | Heavy Cross – Gossip                           | Heavy Cross – Gossip                           |
|                                     |                                     |                                     |                                                  |                                                |                                                |                                                |                                                |
| 3                                   | Florent Pagny                       | Dominique Magloire                  | Et maintenant – Gilbert Bécaud                   | 24                                             | 29,5                                           | 53,5                                           | Éliminée                                       |
| 4                                   | Florent Pagny                       | Stéphan Rizon                       | With a Little Help from My Friends – The Beatles | 26                                             | 70,5                                           | 96,5                                           | Qualifié                                       |
| Dominique Magloire et Stéphan Rizon | Dominique Magloire et Stéphan Rizon | Dominique Magloire et Stéphan Rizon | J'oublierai ton nom – Johnny Hallyday            | J'oublierai ton nom – Johnny Hallyday          | J'oublierai ton nom – Johnny Hallyday          | J'oublierai ton nom – Johnny Hallyday          | J'oublierai ton nom – Johnny Hallyday          |
|                                     |                                     |                                     |                                                  |                                                |                                                |                                                |                                                |
| 5                                   | Louis Bertignac                     | Aude Henneville                     | Crazy – Seal                                     | 30                                             | 49,9                                           | 79,9                                           | Qualifiée                                      |
| 6                                   | Louis Bertignac                     | Rubby                               | Pas toi – Jean-Jacques Goldman                   | 20                                             | 50,1                                           | 70,1                                           | Éliminée                                       |
| Aude Henneville et Rubby            | Aude Henneville et Rubby            | Aude Henneville et Rubby            | I Kissed a Girl – Katy Perr                      | I Kissed a Girl – Katy Perr                    | I Kissed a Girl – Katy Perr                    | I Kissed a Girl – Katy Perr                    | I Kissed a Girl – Katy Perr                    |
|                                     |                                     |                                     |                                                  |                                                |                                                |                                                |                                                |
| 7                                   | Garou                               | Atef Sedkaoui                       | Mon fils ma bataille – Daniel Balavoine          | 15                                             | 29,5                                           | 44,5                                           | Éliminé                                        |
| 8                                   | Garou                               | Louis Delort                        | Unchained Melody – The Righteous Brothers        | 35                                             | 70,5                                           | 105,5                                          | Qualifié                                       |
| Atef Sedkaoui et Louis Delort       | Atef Sedkaoui et Louis Delort       | Atef Sedkaoui et Louis Delort       | Say Say Say – Paul McCartney & Michael Jackson   | Say Say Say – Paul McCartney & Michael Jackson | Say Say Say – Paul McCartney & Michael Jackson | Say Say Say – Paul McCartney & Michael Jackson | Say Say Say – Paul McCartney & Michael Jackson |

Liste des chansons « hors compétition »
| Ordre | Chanteurs                                                                        | Chanson                                            |
| ----- | -------------------------------------------------------------------------------- | -------------------------------------------------- |
| 1     | Les coachs de The Voice (Louis Bertignac, Garou, Jenifer et Florent Pagny)       | What'd I Say – Ray Charles                         |
| 2     | Jenifer et son équipe (Jenifer, Amalya Delepierre et Al.Hy)                      | (I Can't Get No) Satisfaction – The Rolling Stones |
| 3     | Florent Pagny et son équipe (Florent Pagny, Stéphan Rizon et Dominique Magloire) | Chanter – Florent Pagny                            |
| 4     | Louis Bertignac et son équipe (Louis Bertignac, Rubby et Aude Hennevile)         | These Boots Are Made for Walkin' – Nancy Sinatra   |
| 5     | Garou et son équipe (Garou, Louis Delort et Atef Sedkaoui)                       | We Don't Need Another Hero – Tina Turner           |

### Épisode 12: en route vers la finale
Le douzième épisode est diffusé le 11 mai 2012 en direct à 22h30.
Les quatre finalistes répétent les chansons qu'ils vont chanter pour la finale. Ils reviennent sur leur parcours dans l'aventure.
Will Smith est l'invité exceptionnel de cet épisode.
Liste des chansons durant cette émission
| Ordre | Chanteurs | Chanson                                     |
| ----- | --- | ------------------------------------------- |
| 1     | Les 8 candidats du The Voice Tour Amalya Delepierre et Al.Hy Stéphan Rizon et Dominique Magloire Rubby et Aude Henneville Louis Delort et Atef Sedkaoui | C'est bientôt la fin – Mozart, l'opéra rock |
| 2     | Al.Hy | What's Up? – 4 Non Blondes                  |
| 3     | Stéphan Rizon | Rolling in the Deep – Adele                 |
| 4     | Aude Henneville | I'll Stand by You – The Pretenders          |
| 5     | Louis Delort | Video Games – Lana Del Rey                  |

### Épisode 13:prime6: finale
Le treizième épisode est diffusé le 12 mai 2012 en direct à 20h50.
Les quatre finalistes, meilleurs candidats de chaque équipe, s'affrontent pour la première et dernière fois de la saison. Seul le public vote pour désigner le gagnant de la saison.
Des artistes sont invités à cette occasion : Johnny Hallyday, Véronique Sanson, Lenny Kravitz et Yannick Noah viennent interpréter une de leurs chansons.
Finalement, un seul candidat remporte 150 000 euros et un contrat d'artiste pour sortir un CD chez Universal-Music-France.
Les 4 finalistes sont :
| Coach         | Coach   | Coach           | Coach        |
| Florent Pagny | Jenifer | Louis Bertignac | Garou        |
| ------------- | ------- | --------------- | ------------ |
| Stéphan Rizon | Al.Hy   | Aude Henneville | Louis Delort |

| Ordre | Coach           | Candidat        | Chanson                                               | En duo avec      | Résultat Public | Statut |
| ----- | --------------- | --------------- | ----------------------------------------------------- | ---------------- | --------------- | ------ |
| 4     | Jenifer         | Al.Hy           | Quand j'serai K.O. – Alain Souchon                    | /                | 24,1 %          | 3e     |
| 7     | Jenifer         | Al.Hy           | Are You Gonna Go My Way – Lenny Kravitz               | Lenny Kravitz    | 24,1 %          | 3e     |
| 9     | Jenifer         | Al.Hy           | Bitter Sweet Symphony – The Verve                     | /                | 24,1 %          | 3e     |
| 16    | Jenifer         | Al.Hy           | Under the Bridge – Red Hot Chili Peppers              | Jenifer          | 24,1 %          | 3e     |
| 1     | Florent Pagny   | Stéphan Rizon   | Think – Aretha Franklin                               | /                | 31,5 %          | 1er    |
| 5     | Florent Pagny   | Stéphan Rizon   | Requiem pour un fou – Johnny Hallyday                 | Johnny Hallyday  | 31,5 %          | 1er    |
| 10    | Florent Pagny   | Stéphan Rizon   | Caruso – Lucio Dalla                                  | /                | 31,5 %          | 1er    |
| 15    | Florent Pagny   | Stéphan Rizon   | You Raise Me Up – Josh Groban                         | Florent Pagny    | 31,5 %          | 1er    |
| 2     | Louis Bertignac | Aude Henneville | Je t'aimais, je t'aime, je t'aimerai – Francis Cabrel | /                | 14,5 %          | 4e     |
| 8     | Louis Bertignac | Aude Henneville | Amoureuse – Véronique Sanson                          | Véronique Sanson | 14,5 %          | 4e     |
| 11    | Louis Bertignac | Aude Henneville | Somewhere Only We Know – Keane                        | /                | 14,5 %          | 4e     |
| 14    | Louis Bertignac | Aude Henneville | Ces idées-là – Louis Bertignac                        | Louis Bertignac  | 14,5 %          | 4e     |
| 3     | Garou           | Louis Delort    | Somebody That I Used to Know – Gotye                  | /                | 29,9 %          | 2e     |
| 6     | Garou           | Louis Delort    | Redemption Song – Bob Marley                          | Yannick Noah     | 29,9 %          | 2e     |
| 12    | Garou           | Louis Delort    | Avec le temps – Léo Ferré                             | /                | 29,9 %          | 2e     |
| 13    | Garou           | Louis Delort    | Lonely Boy – The Black Keys                           | Garou            | 29,9 %          | 2e     |

Liste des chansons « hors compétition »
| Ordre | Chanteur                                                      | Chanson                                                  |
| ----- | ------------------------------------------------------------- | -------------------------------------------------------- |
| 1     | Les 4 finalistes Al.Hy, Stéphan, Aude et Louis                | We Are the Champions – Queen                             |
| 2     | Les 4 coachs Louis Bertignac, Garou, Jenifer et Florent Pagny | Je suis venu te dire que je m'en vais – Serge Gainsbourg |

## Candidats et singles
Louis Delort a sorti le single Je Suis Là en août, et le single Outre-Manche en septembre 2013
| Candidat            | Année                     | Single                                                      |
| ------------------- | ------------------------- | ----------------------------------------------------------- |
| Al.Hy               | mars 2013, septembre 2013 | Echo, Tous seuls au monde, Lalalavie                        |
| Stéphan Rizon       | septembre 2012            | Looking for love                                            |
| Vigon               | mars 2013                 | Soul Man                                                    |
| Louis Delort        | 12 septembre 2012         | Tomber dans ses yeux, Sur ma peau, La guerre pour se plaire |
| Aude Heneville      |                           | Personne n'a dit que c'était facile                         |
| Sonia Lacen         |                           | Au fond de toi, Le rêve d'un homme                          |
| Sacha Tran          |                           | Je suis déjà moi                                            |
| Dominique Magloire  |                           | Le lac des cygnes Swan Lake                                 |
| Stephanie Lamia     |                           | Demandez-moi                                                |
| Flo Malley          |                           | Coovers Heartbeat (Nneka)                                   |
| Philippe Tailleferd |                           | S'aimer au soleil                                           |
| Damien Schmitt      |                           | J'ai aperçu                                                 |
| Brenda Cardullo     |                           | Faits pour                                                  |
| Ange Fandoh         |                           | Love Will Keep Us Together                                  |
| Bruce Johnson       |                           | I'm Fine                                                    |
| Rubby               |                           | Panique Pas                                                 |
| Pauline Thisse      | 2024                      | Je pense à vous                                             |

## Audiences

### The Voice
Pour la première audition à l'aveugle, l'émission a réuni 9 124 000 téléspectateurs (avec un pic d'audience à 10,3 millions de téléspectateurs vers 22h30), 37,9 % de parts de marché sur les 4 ans et plus et 55 % sur les ménagères de moins de 50 ans. Une audience historique pour TF1 le samedi soir et la meilleure audience d'un lancement de télé-crochet français, de toutes chaînes confondues.
| Jour et horaire de diffusion                                  | Audience moyenne          | Audience moyenne | Références |
| Jour et horaire de diffusion                                  | Nombre de téléspectateurs | PDM              | Références |
| ------------------------------------------------------------- | ------------------------- | ---------------- | ---------- |
| Samedi 25 février 2012 (Audition à l'aveugle 1) 20:50 – 22:55 | 9 124 000                 | 37,9 %           | [ 18 ]     |
| Samedi 3 mars 2012 (Audition à l'aveugle 2) 20:50 – 22:55     | 8 388 000                 | 35,2 %           | [ 19 ]     |
| Samedi 10 mars 2012 (Audition à l'aveugle 3) 20:50 – 23:05    | 8 652 000                 | 36,4 %           | [ 20 ]     |
| Samedi 17 mars 2012 (Audition à l'aveugle 4) 20:50 – 23:15    | 8 568 000                 | 37,2 %           | [ 21 ]     |
| Samedi 24 mars 2012 (Battle 1) 20:50 – 23:30                  | 8 154 000                 | 37,3 %           | [ 22 ]     |
| Samedi 31 mars 2012 (Battle 2) 20:50 – 23:20                  | 7 658 000                 | 34,7 %           | [ 23 ]     |
| Samedi 7 avril 2012 (Prime 1) 20:50 – 23:25                   | 7 343 000                 | 34,1 %           |            |
| Samedi 14 avril 2012 (Prime 2) 20:50 – 23:25                  | 6 199 000                 | 27,7 %           |            |
| Samedi 21 avril 2012 (Prime 3) 20:50 – 23:35                  | 6 916 000                 | 31 %             | [ 24 ]     |
| Samedi 28 avril 2012 (Quarts de finale) 20:50 – 23:25         | 6 135 000                 | 27 %             | [ 25 ]     |
| Samedi 5 mai 2012 (Demi-finale) 20:50 – 23:25                 | 7 201 000                 | 30,7 %           | [ 26 ]     |
| Samedi 12 mai 2012 (Finale) 20:50 – 23:45                     | 7 576 000                 | 34,4 %           | [ 27 ]     |

Légende :
- Les plus hauts chiffres d'audience
- Les plus bas chiffres d'audience

| Légende : Saison 1 |

### The Voice, au cœur des coulisses
| Jour et horaire de diffusion         | Audience moyenne          | Audience moyenne | Références |
| Jour et horaire de diffusion         | Nombre de téléspectateurs | PDM              | Références |
| ------------------------------------ | ------------------------- | ---------------- | ---------- |
| Samedi 25 février 2012 22:55 – 23:35 | 6 000 000                 | 36,6 %           | [ 28 ]     |
| Samedi 3 mars 2012 22:55 – 23:35     | 5 000 000                 | 30,6 %           | [ 29 ]     |
| Samedi 10 mars 2012 23:05 – 23:35    | 4 500 000                 | 30,1 %           | [ 30 ]     |
| Samedi 17 mars 2012 23:15 – 23:55    | 4 735 000                 | 33,4 %           | [ 31 ]     |
| Samedi 24 mars 2012 23:30 – 0:10     | 3 630 000                 | 30,7 %           | [ 32 ]     |
| Samedi 31 mars 2012 23:20 – 23:55    | 3 610 000                 | 27,7 %           |            |
| Samedi 7 avril 2012 23:25 – 00:05    | 3 555 000                 | 26 %             |            |
| Samedi 14 avril 2012 23:25 – 00:05   | 2 900 000                 | 18,7 %           | [ 33 ]     |
| Samedi 21 avril 2012 23:25 – 00:05   | 3 430 000                 | 25,6 %           |            |
| Samedi 28 avril 2012 23:25 – 00:05   | 3 400 000                 | 25,2 %           | [ 34 ]     |
| Samedi 5 mai 2012 23:25 – 00:05      | 3 800 000                 | 26,0 %           |            |
| Samedi 12 mai 2012 23:25 – 00:05     | 4 329 000                 | 35,1 %           |            |

Légende :
- Les plus hauts chiffres d'audience
- Les plus bas chiffres d'audience

## Tournée (The Voice Tour 2012)
Une tournée est organisée par Claude Cyndecki (Cheyenne Productions) avec les huit candidats retenus pour la demi-finale. Ils se produisent en juin 2012 dans les plus grandes salles de France.